# 塞維爾 (加利福尼亞州)
塞維爾（英語：Seville）是位於美國加利福尼亞州圖萊里縣的一個人口普查指定地區。

## 地理
塞維爾的座標為35°50′37″N 119°13′23″W / 35.84361°N 119.22306°W，而該地最高點為海拔高度107米（即354英尺）。

## 人口
根據2010年美國人口普查的數據，塞維爾的面積為1.648平方千米，當中陸地面積為1.648平方千米，而水域面積為0.000平方千米。當地共有人口480人，而人口密度為每平方千米291人。